# 13921 Зґарбіні
13921 Зґарбіні (13921 Sgarbini) — астероїд головного поясу, відкритий 14 вересня 1985 року.
Тіссеранів параметр щодо Юпітера — 3,548.